# Pachyolpium arubense
Pachyolpium arubense es una especie de arácnido del orden Pseudoscorpionida de la familia Olpiidae. Presenta las siguientes subespecies:
- Pachyolpium arubense arubense
- Pachyolpium arubense variabilis

## Distribución geográfica
Se encuentra en Aruba.